# Kathedrale von Quetzaltenango

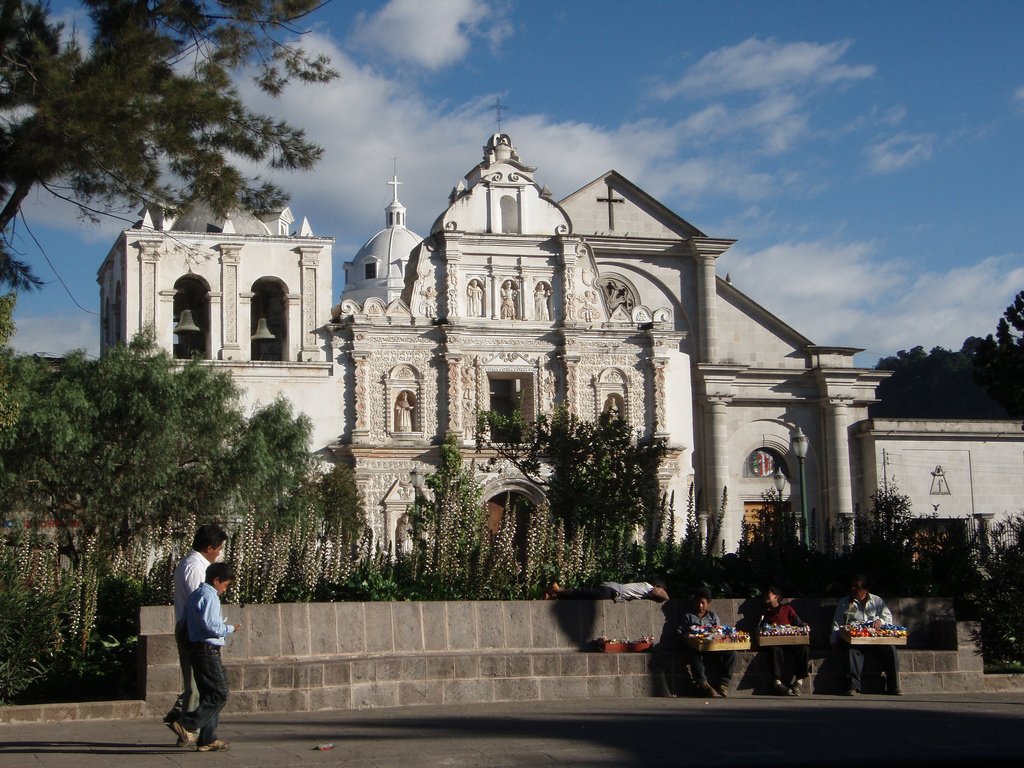
Kathedrale von Quetzaltenango

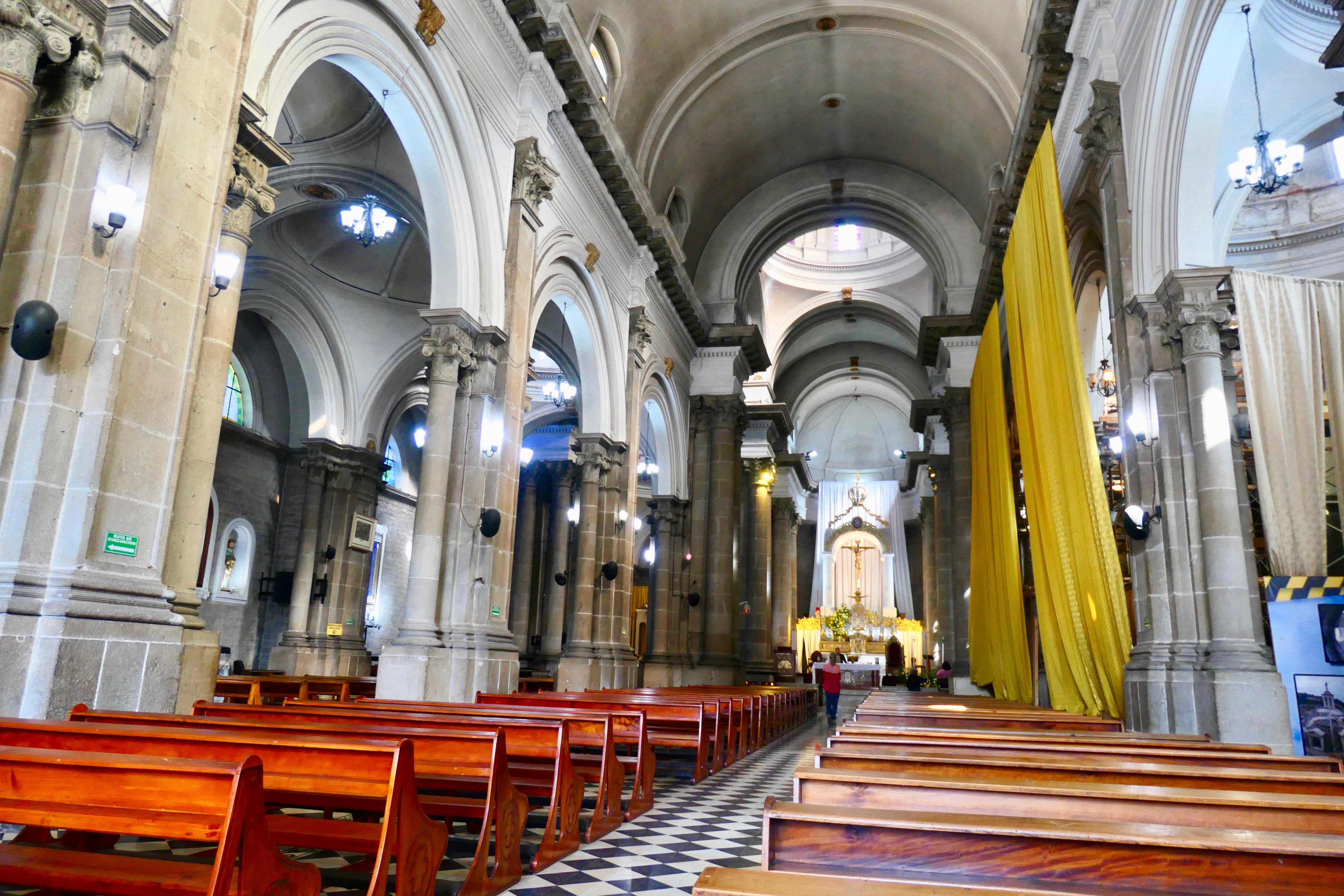
Langhaus, Vierung und Apsis

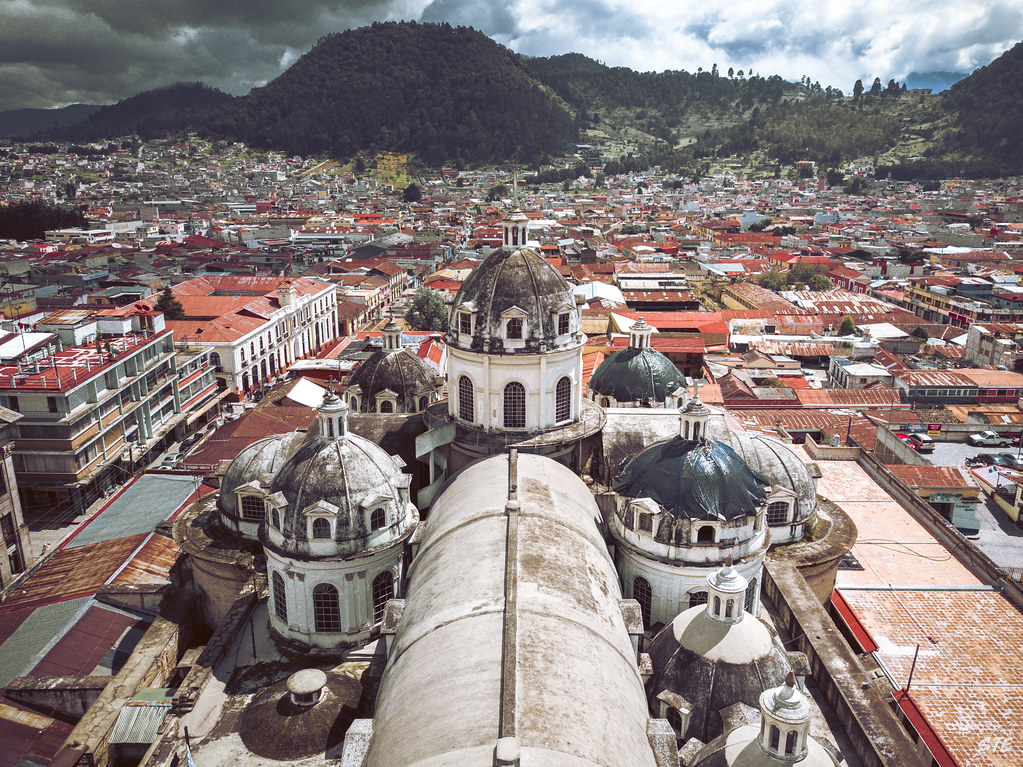
Blick über die Kuppeln der Kathedrale und die Stadt

Die Kathedrale von Quetzaltenango (spanisch Catedral del Espíritu Santo) ist der Sitz des römisch-katholischen Erzbistums Los Altos Quetzaltenango-Totonicapán in der Stadt Quetzaltenango im Westen Guatemalas.

## Lage
Quetzaltenango liegt etwa 200 km (Fahrtstrecke) westlich von Guatemala-Stadt in einem ca. 2235 m hoch gelegenen Tal der Sierra Madre. Die Kathedrale befindet sich im historischen Zentrum (Centro histórico) der Stadt am Parque a Centro América.

## Geschichte
Ein erster Kirchenbau wurde von den spanischen Eroberern acht Jahre nach dem Tod des indianischen Häuptlings Tecun Uman und der Einnahme des Maya-Ortes Xelajú (1524) errichtet; wie lange der Bau bestand ist unklar. Die heutige Barockfassade entstammt dem ausgehenden 16. oder dem frühen 17. Jahrhundert, doch wurde die dahinter liegende Kirche durch das Erdbeben des Jahres 1765 zerstört. Nach einem erneuten Erdbeben im Jahr 1853 begann – etwas versetzt – der Neubau der heutigen Kirche, der sich 45 Jahre hinzog. Am 18. April 1902 wurde die neue Kirche jedoch erneut schwer beschädigt. Im Jahr 1921 wurde das Bistum Quetzaltenango-Los Altos von Papst Benedikt XV. gegründet.

## Architektur
Großartig ist die Fassadengestaltung der alten Kathedrale, deren von indianischen Einflüssen mitgeprägte Ornamentik (siehe die zahlreichen Engelsreliefs) in der Art eines Horror vacui die gesamte Fläche inklusive der Pfeiler bzw. Pilaster überzieht. Demgegenüber steht die eher nüchtern-strenge Optik des seitlichen Glockenturms (campanario), dessen massive Konstruktion allerdings die Fassade während des Erdbebens gegen seitliche Kräfte geschützt hat.
Die Fassade der neuen Kathedrale ist dagegen weitgehend schmucklos. Das Innere der Kirche ist dreischiffig mit einem leicht erhöhten Mittelschiff. Der Vierungs- und  Chorbereich in der Form eines Trikonchos ist durch fünf nahezu gleich gestaltete und mit Fensterkränzen versehene Tambour-Kuppeln mit aufsitzenden Laternen erhöht. Über dem südlichen Seitenschiff setzen sich derartige Kuppeln fort; über dem nördlichen sind sie deutlich flacher.